# Вёрт (Эрдинг)
Вёрт (нем. Wörth) — община в Германии, в земле Бавария.
Подчиняется административному округу Верхняя Бавария. Входит в состав района Эрдинг. Население составляет 4467 человек (на 31 декабря 2010 года). Занимает площадь 21,05 км².